# Trelleborgs Allehanda
Trelleborgs Allehanda är en lokaltidning för Trelleborgs och Vellinge kommuner. Tidningen utkommer i pappersform tisdagar, torsdagar och lördagar och ingår i Gota Media. Det första numret utkom den 4 oktober 1876 och ursprungligen bestod tidningen av fyra sidor och kallades därför för "propellern" i folkmun och utkom bara två dagar i veckan. Tidningens första redaktör mellan 1876 och 1881 var Fritjof Björling. Sedan juli 2001 finns den även på internet.
Tidningen utdelar sedan 2003 årligen Trelleborgs Allehandas kulturpris.